# Виллем-Александр
Ви́ллем-Алекса́ндр (нидерл. Willem-Alexander), полное имя — Ви́ллем-Алекса́ндр Кла́ус Гео́рг Фердина́нд (Willem-Alexander Claus George Ferdinand; 27 апреля 1967, Утрехт, Нидерланды) — король Нидерландов с 30 апреля 2013 года из Оранской династии.

## Биография

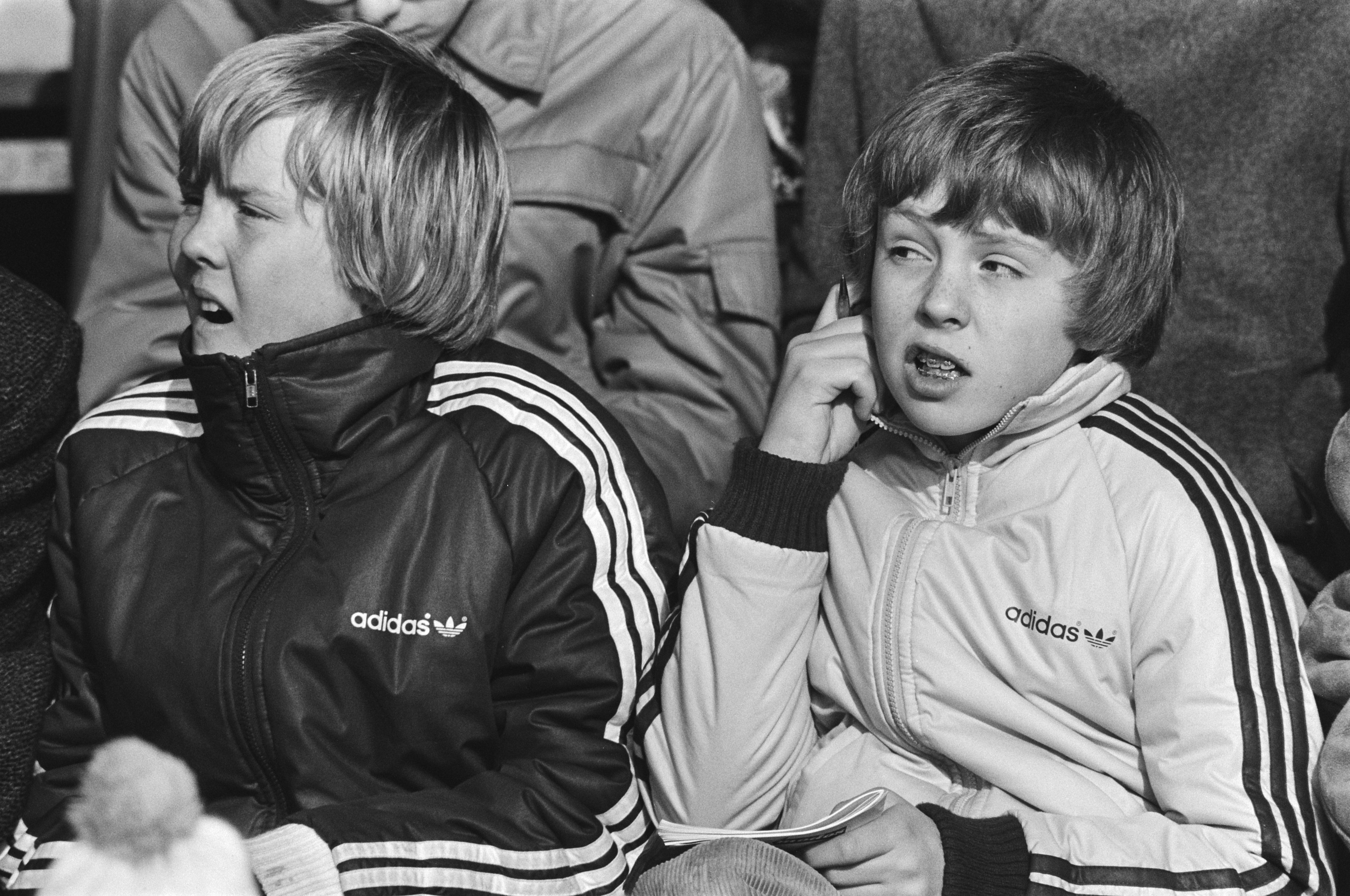
Виллем-Александр (слева) в возрасте 14 лет и его брат Фризо (1982)

Первый ребёнок принцессы (будущей королевы) Беатрикс и принца Клауса. После приведения его матери Беатрикс к королевской присяге 30 апреля 1980 года получил титул Принц Оранский.
Его мать, королева Нидерландов Беатрикс — прапраправнучка российского императора Павла I.
Он и два его брата — Йохан Фризо (1968—2013) и Константин (1969) выросли в замке Дракенстейн.
Виллем-Александр по образованию историк, окончил Лейденский университет (1987—1993). Как будущий конституционный монарх он проходил стажировку в различных государственных учреждениях и в армии.
Имеет воинские звания в Королевских Сухопутных войсках, Королевском Военно-морском флоте и Королевских Военно-Воздушных силах. Являлся адъютантом Особой Службы Её Величества Королевы.
В 1985 году, по достижении восемнадцати лет, он получил место в Государственном Совете. Будучи ещё принцем Оранским, Виллем-Александр часто представлял Королевский Дом на официальных мероприятиях в Нидерландах и за рубежом и наносил рабочие визиты в провинции, муниципалитеты и общественные организации. До вступления на престол его официальный титул был следующий: Его Королевское Высочество Виллем-Александр Клаус Георг Фердинанд, Принц Оранский, Принц Нидерландский, Принц Оранский-Нассау, господин ван Амсберг.
Владеет четырьмя языками: английским, немецким, испанским и своим родным нидерландским.
28 января 2013 года королева Нидерландов Беатрикс выступила по национальному телевидению с объявлением о своём отречении от престола 30 апреля 2013 года в пользу старшего сына, наследника престола Виллема-Александра, принца Оранского.
30 апреля 2013 года принц Оранский вступил на престол как король Нидерландов Виллем-Александр; он выбрал в качестве тронного двойное имя (хотя ранее многими ожидалось, что он будет титуловаться Виллем IV). Таким образом, он стал первым мужчиной на нидерландском престоле за 123 года.
Супруга Виллема-Александра Максима стала королевой Нидерландов, а старшая дочь королевской четы, принцесса Катарина-Амалия, — наследницей престола и получила титул принцессы Оранской.
До вступления на престол Виллем-Александр являлся первым мужчиной-принцем Оранским с 1884 года.
Во время церемонии восшествия на престол Виллем-Александр произнёс слова королевской клятвы перед членами обеих палат Генеральных штатов Нидерландов, депутаты по очереди вставали и присягали новому королю, однако 16 депутатов, которые открыто придерживаются республиканских взглядов, отказались это сделать.
Виллем-Александр стал первым королём Нидерландов за 123 года, — в период с 1890 по 2013 год трон Нидерландов занимали только женщины — королевы Вильгельмина, Юлиана и Беатрикс. В ознаменование появления короля компания Holland America Line дала название Koningsdam (koning в переводе с нидерл. — «король») двенадцатипалубному круизному лайнеру, построенному в 2016 году.

### Король Нидерландов

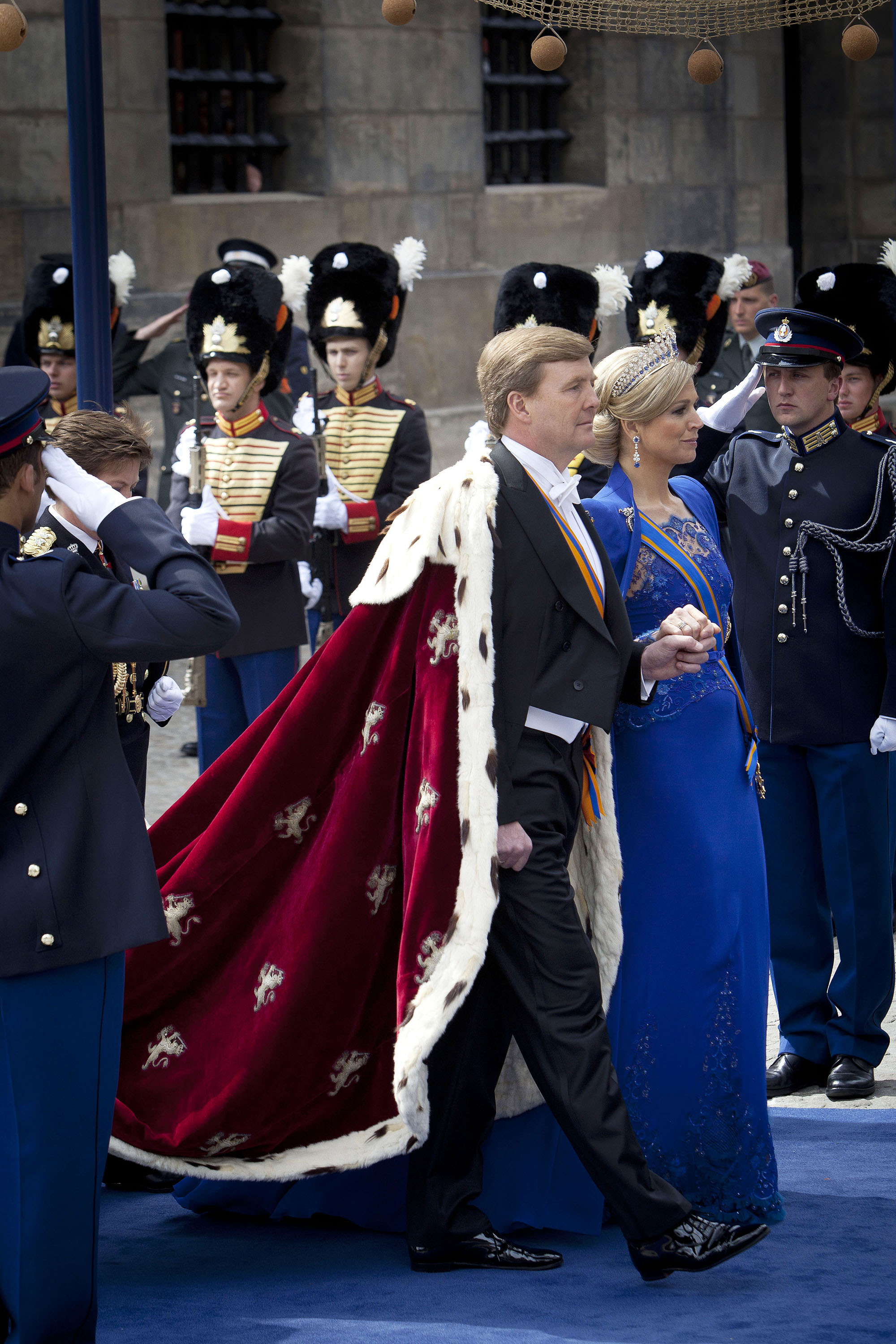
Король Виллем-Александр и Королева Максима в день восшествия на престол в 2013 году

1 мая 2013 года назначил своего двоюродного брата, принца Маурица, его адъютантом в специальной службе. Принц также был повышен до звания капитан-лейтенант ВМФ. Эти новые полномочия позволяют принцу Маурицу присутствовать либо представлять Короля на военных церемониях.
6 мая 2013 года Виллем-Александр принял Кристин Лагард, директора-распорядителя МВФ.
8 мая 2013 года король приступил к работе.  
Как король Виллем-Александр проводит еженедельные встречи с премьер-министром и регулярно беседует с министрами и государственными секретарями. Также подписывает все новые законы парламента и королевские указы. Он представляет королевство в стране и за рубежом. На церемонии открытия парламента он выступает с тронной речью, в которой объявляет о планах правительства на следующий год. Конституция требует, чтобы король назначал и увольнял всех правительственных министров и государственных секретарей. Как король, он также является председателем Государственного Совета, консультативного органа, который рассматривает предлагаемое законодательство. В современной практике монарх редко председательствует на заседаниях Совета.
При вступлении на престол в возрасте 46 лет он был самым молодым монархом Европы. После инаугурации в Испании Филиппа VI 19 июня 2014 года он стал вторым самым молодым монархом Европы. Он еще и первый мужчина-монарх в Нидерландах после смерти своего прапрадеда Виллема III в 1890 году (после продолжительной «Эпохи королев», длившейся с 1890 по 2013 годы) Виллем-Александр был одним из четырех новых монархов, взошедших на трон в 2013 году вместе с папой Римским Франциском, эмиром Катара Тамимом Бен Хамадом и королем Бельгии Филиппом.

## Семейная жизнь

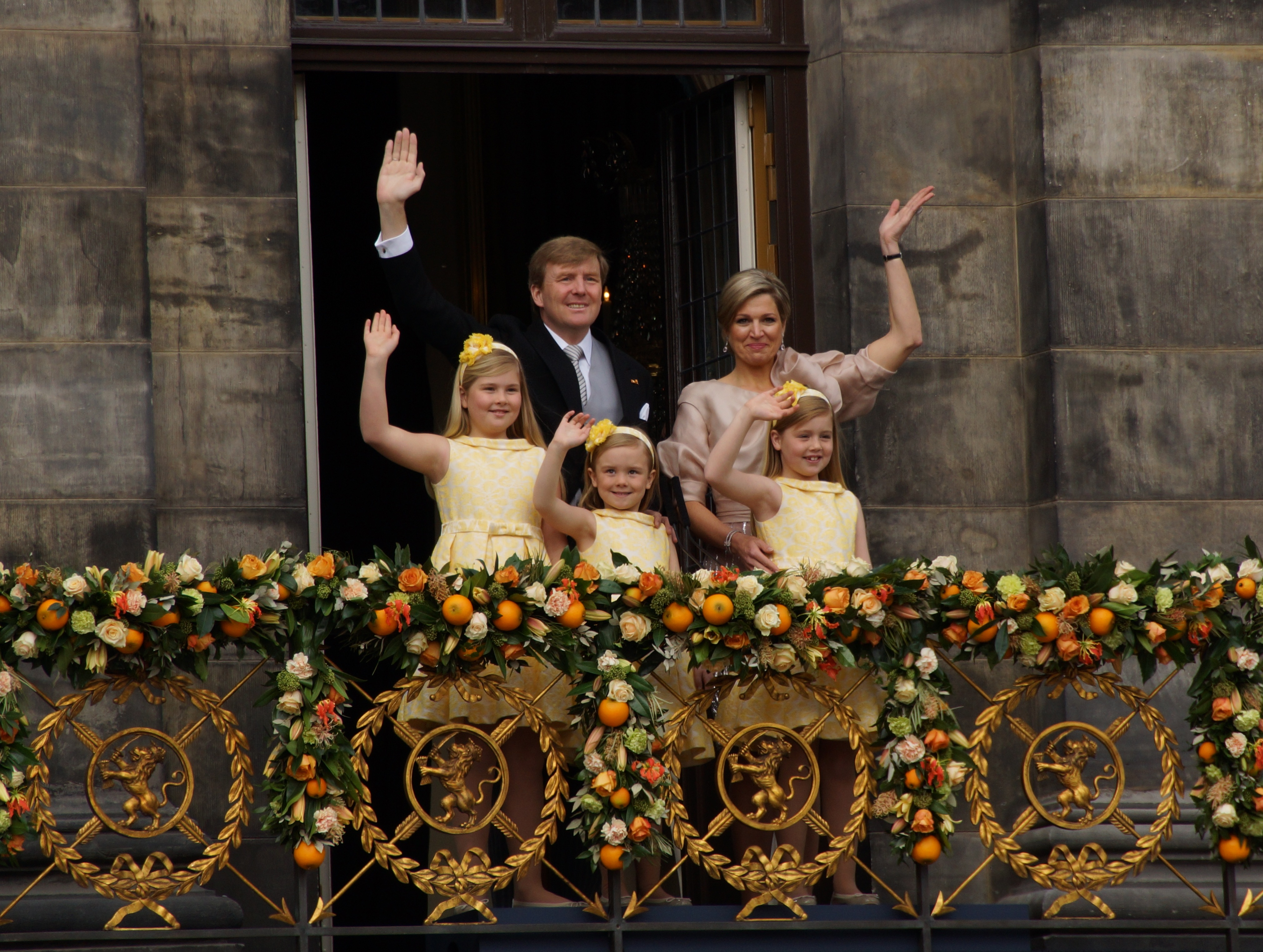
Король Виллем-Александр с супругой и тремя дочерьми: Катарина-Амалия (слева), Алексия (справа), Ариана (в центре). 30 апреля 2013 года

31 марта 2001 года Беатрикс и принц Клаус объявили о помолвке своего старшего сына, принца Оранского Виллема-Александра и аргентинки Максимы Соррегьеты (род. 1971).
2 февраля 2002 года состоялась сначала гражданская церемония бракосочетания принца Оранского и Максимы. Она проходила в здании Старой биржи (Beurs van Berlage). Проводил бракосочетание бургомистр Амстердама Йоб Кохен.
Позднее в тот же день состоялась церемония церковного бракосочетания в Ньиве керк. Церковное бракосочетание проводил епископ C. A. тер Линден. В службе участвовал аргентинский пастор Рафаэль Браун. Служба проводилась на нидерландском и частично английском и испанском языках.
Максима в результате замужества получила личный титул Принцесса Нидерландов, а после восхождения мужа на престол — титул королевы-консорта Нидерландов.
У короля Виллема-Александра и Королевы Максимы трое детей.
- Принцесса Катарина-Амалия Беатрикс Кармен Виктория, принцесса Нидерландов, принцесса Оранская-Нассау, родилась 7 декабря 2003 года в госпитале Bronovo в Гааге.
- Принцесса Алексия Юлиана Марсела Лорентин, родилась 26 июня 2005 года.
- Принцесса Ариана Вильгельмина Максима Инес, родилась 10 апреля 2007 года в госпитале Bronovo в Гааге.

## Общественная деятельность
Виллем-Александр уделяет особое внимание такой отрасли, как гидротехника. Он активный участник международных конгрессов и симпозиумов, посвящённых этой теме. Является почётным членом Всемирной Водной Комиссии XXI века (World Commission on Water for the 21 Century) и покровителем организации «Всеобщее Партнерство по вопросам водного хозяйства» (Global Water Partnership). Под его руководством проводился Второй Водный Мировой Форум в марте 2000 года в Гааге.
С 1998 года был членом Международного олимпийского комитета.

### Работа в Международном олимпийском комитете
С 1998 года — член Международного олимпийского комитета.
С 1999 по 2003 год — член комиссии МОК по олимпийской солидарности.
В 2002 году — член комиссии МОК по завершении реформы МОК 2000 года.
В 2003 году — член оценочной комиссии XXI зимних Олимпийских игр 2010 года.
С 2003 года — член Координационной комиссии зимних Олимпийских игр 2010 года в Ванкувере.
В 2007—2012 годах — член Координационной комиссии XXII зимних Олимпийских игр в Сочи 2014 года.
Виллем-Александр объявил, что покинет МОК после того, как стал королём.

## Увлечения
Виллем-Александр обучился лётному делу и регулярно пилотирует королевский реактивный самолёт, а также чартерные пассажирские рейсы авиакомпании KLM в качестве второго пилота. Планирует пройти курсы переподготовки для управления более крупным лайнером — Boeing 737s. В командировках по государственным делам он порой пилотирует официальный правительственный самолёт.
С 1986 по 1992 год он постоянно участвовал в Нью-Йоркском марафоне. Он также участвовал в конькобежном марафоне одиннадцати городов (Elfstedentocht) в провинции Фрисландия.

## Награды
| Страна                | Дата                          | Награда                                                                  | Награда                                                                  | Литеры |
| --------------------- | ----------------------------- | ------------------------------------------------------------------------ | ------------------------------------------------------------------------ | ------ |
| Нидерланды            | 30 апреля 2013 года           | Суверен                                                                  | военного ордена Вильгельма                                               |        |
| Нидерланды            | 27 апреля 1985—30 апреля 2013 | Кавалер Большого креста                                                  | ордена Нидерландского льва                                               |        |
| Нидерланды            | 30 апреля 2013—               | Суверен                                                                  | ордена Нидерландского льва                                               |        |
| Нидерланды Люксембург | 30 апреля 1980—30 апреля 2013 | Кавалер                                                                  | ордена Золотого льва Нассау                                              |        |
| Нидерланды Люксембург | 30 апреля 2013—               | Суверен                                                                  | ордена Золотого льва Нассау                                              |        |
| Нидерланды            | 27 апреля 1967—30 апреля 2013 | Кавалер Большого креста                                                  | ордена Оранского дома                                                    |        |
| Нидерланды            | 30 апреля 2013—               | Суверен                                                                  | ордена Оранского дома                                                    |        |
| Нидерланды            | 30 апреля 1980                | Коронационная медаль королевы Беатрикс                                   | Коронационная медаль королевы Беатрикс                                   |        |
| Нидерланды            | 2 февраля 2002                | Памятная медаль «Бракосочетание Виллема-Александра и Максимы Соррегьета» | Памятная медаль «Бракосочетание Виллема-Александра и Максимы Соррегьета» |        |
| Нидерланды            | 6 декабря 2006                | Офицерский крест за выслугу 20 лет                                       | Офицерский крест за выслугу 20 лет                                       |        |
| Нидерланды            | 8 июня 1996                   | Кавалер ордена святого Иоанна                                            | Кавалер ордена святого Иоанна                                            |        |

| Страна                        | Дата вручения     | Награда                                                        | Награда                                                        | Литеры  |
| ----------------------------- | ----------------- | -------------------------------------------------------------- | -------------------------------------------------------------- | ------- |
| Бельгия                       | 1993—             | Кавалер Большого креста ордена Короны                          | Кавалер Большого креста ордена Короны                          |         |
| Норвегия                      | 1996—             | Кавалер Большого креста ордена Святого Олафа                   | Кавалер Большого креста ордена Святого Олафа                   |         |
| Дания                         | 31 января 1998—   | Кавалер ордена Слона                                           | Кавалер ордена Слона                                           | RE      |
| Франция                       |                   | Кавалер Большого креста ордена «За заслуги»                    | Кавалер Большого креста ордена «За заслуги»                    |         |
| Индонезия                     |                   | Кавалер Звезды Махапутера 1 класса                             | Кавалер Звезды Махапутера 1 класса                             |         |
| Люксембург                    |                   | Кавалер Большого креста ордена Дубовой короны                  | Кавалер Большого креста ордена Дубовой короны                  |         |
| Испания                       | 19 октября 2001—  | Кавалер Большого креста ордена Изабеллы Католички              | Кавалер Большого креста ордена Изабеллы Католички              |         |
| Бразилия                      | 2003—             | Кавалер Большого креста ордена Южного Креста                   | Кавалер Большого креста ордена Южного Креста                   |         |
| Чили                          | 2003—             | Кавалер Большого креста ордена Заслуг                          | Кавалер Большого креста ордена Заслуг                          |         |
| Таиланд                       | 2004—             | Кавалер ордена Чула Чом Клао 1 класса                          | Кавалер ордена Чула Чом Клао 1 класса                          | ป.จ.ว.  |
| Швеция                        | 2006-             | Рыцарь ордена Серафимов                                        | Рыцарь ордена Серафимов                                        | RSerafO |
| Люксембург                    | 2006—             | Кавалер Большого креста ордена Адольфа Нассау                  | Кавалер Большого креста ордена Адольфа Нассау                  |         |
| Венесуэла                     | 2006—             | Кавалер Большого креста ордена Освободителя                    | Кавалер Большого креста ордена Освободителя                    |         |
| Мексика                       | 2 ноября 2009—    | Кавалер Большого креста ордена Ацтекского орла                 | Кавалер Большого креста ордена Ацтекского орла                 |         |
| Объединённые Арабские Эмираты | 9 января 2012-    | Кавалер ордена Федерации                                       | Кавалер ордена Федерации                                       |         |
| Оман                          | 10 января 2012—   | Кавалер специальной степени ордена Возрождения Омана           | Кавалер специальной степени ордена Возрождения Омана           |         |
| Бруней                        | 21 января 2013—   | Орден Королевской семьи Брунея                                 | Орден Королевской семьи Брунея                                 | DK I    |
| МОК                           | 8 сентября 2013—  | Кавалер Золотого ордена МОК                                    | Кавалер Золотого ордена МОК                                    |         |
| Франция                       | 20 января 2014—   | Кавалер Большого креста ордена Почётного легиона               | Кавалер Большого креста ордена Почётного легиона               |         |
| Польша                        | 24 июня 2014—     | Кавалер ордена Белого орла                                     | Кавалер ордена Белого орла                                     |         |
| Япония                        | 24 октября 2014—  | Кавалер цепи                                                   | ордена Хризантемы                                              |         |
| Япония                        | ?—24 октября 2014 | Кавалер ленты                                                  | ордена Хризантемы                                              |         |
| Бельгия                       | 28 ноября 2016—   | Кавалер Большого креста ордена Леопольда I                     | Кавалер Большого креста ордена Леопольда I                     |         |
| Аргентина                     | 27 марта 2017—    | Кавалер цепи ордена Освободителя Сан-Мартина                   | Кавалер цепи ордена Освободителя Сан-Мартина                   |         |
| Италия                        | 19 июня 2017—     | Кавалер цепи ордена «За заслуги перед Итальянской Республикой» | Кавалер цепи ордена «За заслуги перед Итальянской Республикой» |         |
| Португалия                    | 10 октября 2017—  | Кавалер Большой цепи ордена Инфанта дона Энрике                | Кавалер Большой цепи ордена Инфанта дона Энрике                | GColIH  |
| Эстония                       | 5 июня 2018—      | Кавалер Большого креста на цепи ордена Креста земли Марии      | Кавалер Большого креста на цепи ордена Креста земли Марии      |         |
| Латвия                        | 7 июня 2018—      | Кавалер Большого креста ордена Трёх звёзд с цепью              | Кавалер Большого креста ордена Трёх звёзд с цепью              |         |
| Литва                         | 13 июня 2018—     | Кавалер Большого креста на цепи ордена Витаутаса Великого      | Кавалер Большого креста на цепи ордена Витаутаса Великого      |         |
| Великобритания                | 23 октября 2018—  | Рыцарь ордена Подвязки                                         | Рыцарь ордена Подвязки                                         | KG      |
| Кабо-Верде                    | 10 декабря 2018—  | Кавалер ордена Амилкара Кабрала 1 класса                       | Кавалер ордена Амилкара Кабрала 1 класса                       |         |
| Германия                      | 5 июля 2021—      | Кавалер Большого креста специального класса                    | ордена «За заслуги перед ФРГ»                                  |         |
| Германия                      | ?—5 июля 2021     | Кавалер Большого креста                                        | ордена «За заслуги перед ФРГ»                                  |         |
| Австрия                       | 27 июня 2022—     | Большая звезда Почёта за заслуги перед Австрийской Республикой | Большая звезда Почёта за заслуги перед Австрийской Республикой |         |
| Греция                        | 31 октября 2022—  | Кавалер Большого креста ордена Спасителя                       | Кавалер Большого креста ордена Спасителя                       |         |
| Словакия                      | 7 марта 2023—     | Кавалер ордена Двойного белого креста 1 класса                 | Кавалер ордена Двойного белого креста 1 класса                 |         |
| Чехия                         | 4 июня 2025—      | Кавалер ордена Белого льва 1 класса на цепи                    | Кавалер ордена Белого льва 1 класса на цепи                    |         |